# Log pri Brezovici
Log pri Brezovici este o localitate din comuna Log - Dragomer, Slovenia, cu o populație de 1.379 de locuitori.